# Santiago Calatrava

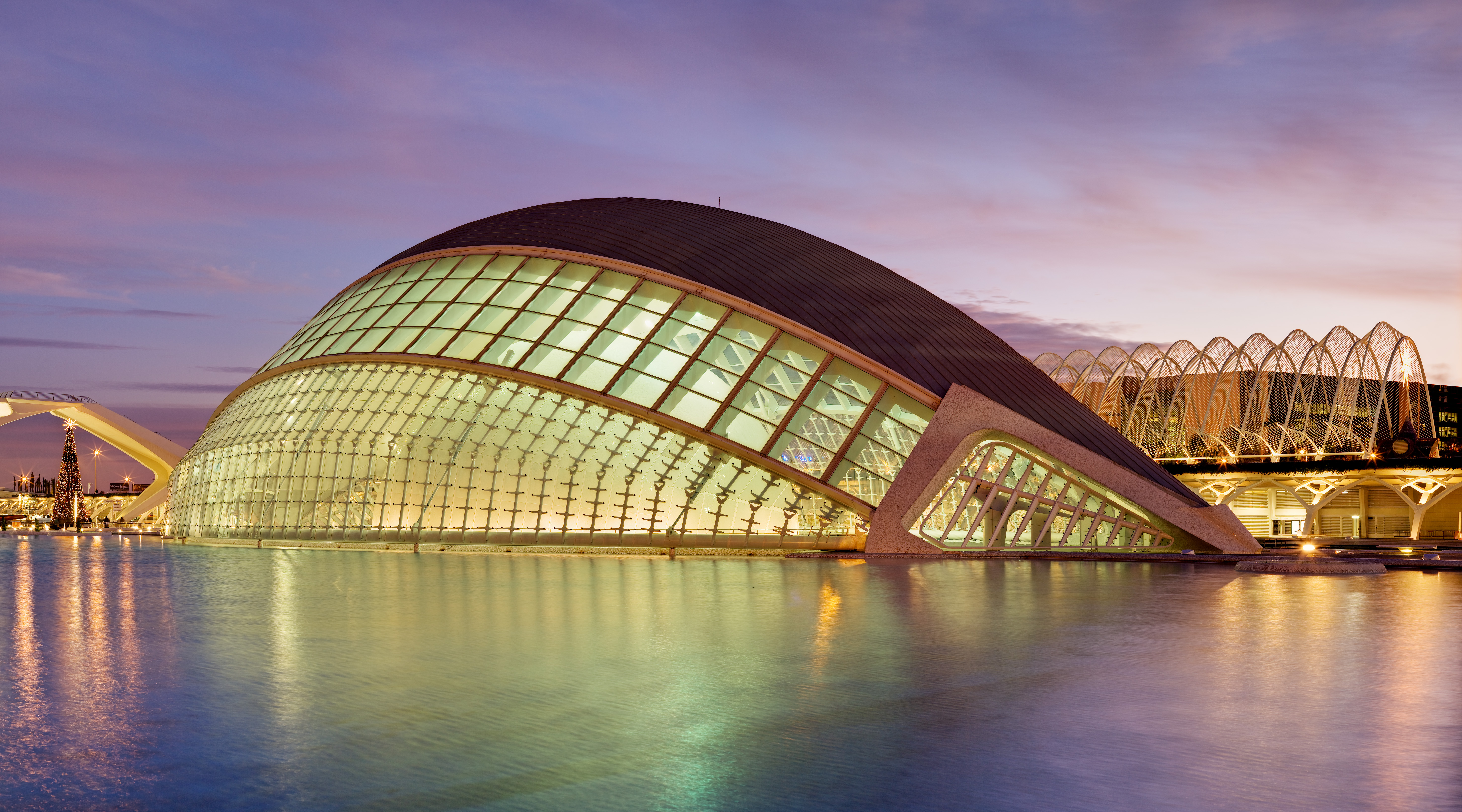
Hemisférico, na Cidade das Artes e das Ciências

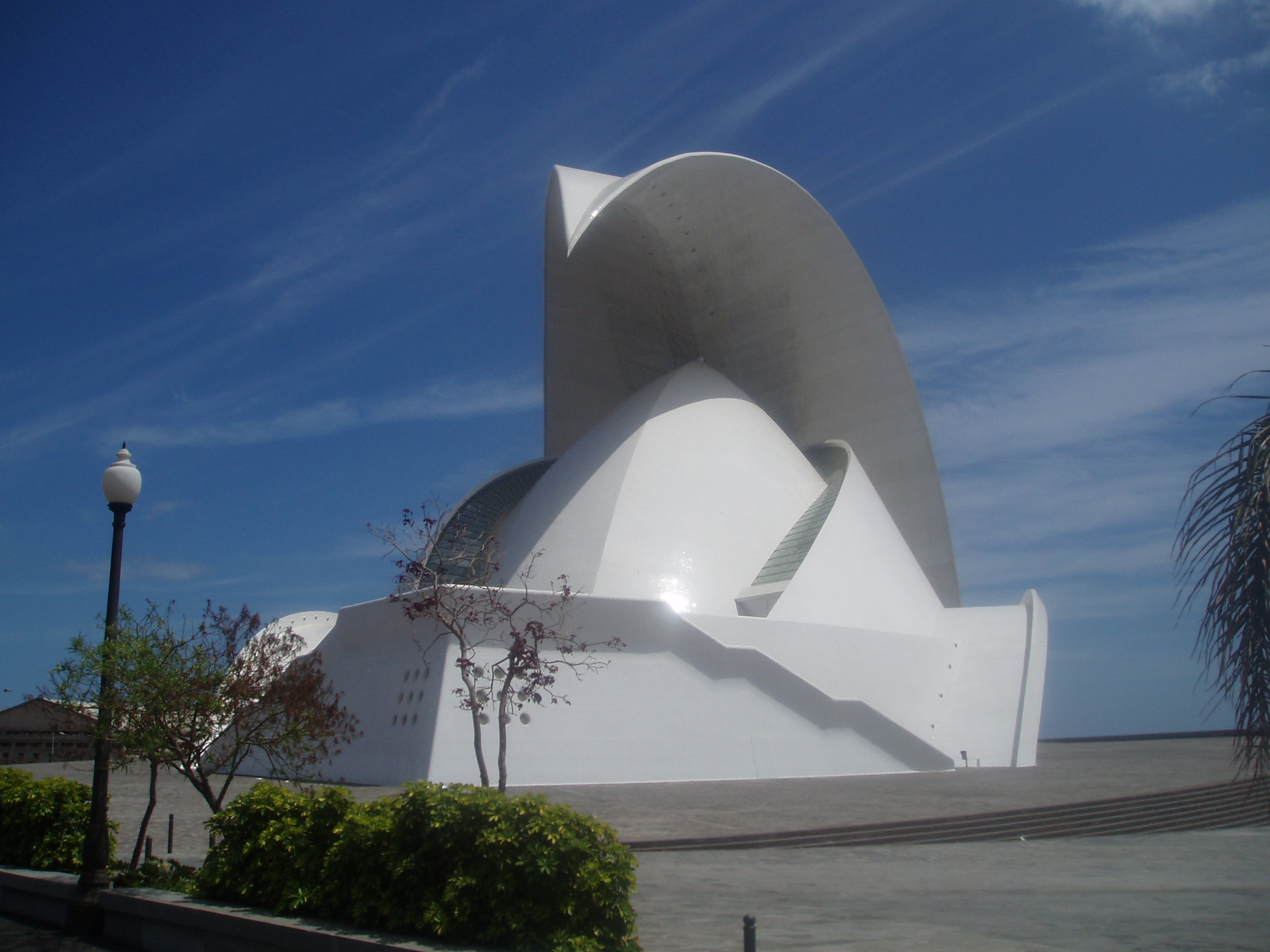
Auditório de Tenerife.

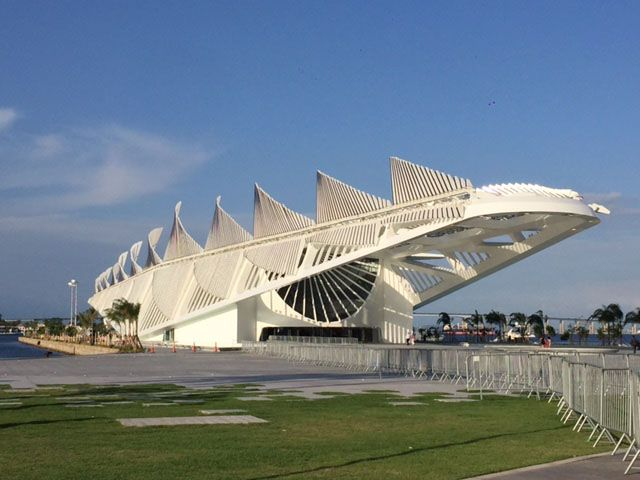
Museu do Amanhã, Rio de Janeiro.

Santiago Pevsner Calatrava Valls (Valência, 28 de julho de 1951) é um arquiteto e engenheiro espanhol, cujo trabalho tem se tornado bastante popular nas últimas décadas.
Calatrava licenciou-se em arquitetura em 1974. Mudou-se para Zurique para estudar engenharia civil, licenciando-se em 1979 e doutorando-se em 1981.
A 9 de julho de 1999, foi agraciado com o grau de Grande-Oficial da Ordem do Mérito, de Portugal.

## Estilo
O partido de seus projetos é considerado único e altamente influente. Torna-se difícil estabelecer um perfil da arquitetura de Calatrava devido a sua complexidade e heterodoxia irredutíveis a fórmulas que combinam uma presença visual marcante com conhecimentos tecnológicos sólidos.
Frequentemente inspirado por formas orgânicas como esqueletos, seus trabalhos elevaram o desenho de certas obras de engenharia para novos patamares. Calatrava gosta de evidenciar o movimento das forças que animam as construções. Introduz soluções móveis e configurações dinâmicas, frequentemente assimétricas. Talvez por isso seja classificado como um dos mais ativos "estruturistas" contemporâneos. Também gosta de dotar suas realizações de conotações organicistas e surrealistas. Inspira-se primordialmente nos seres da natureza (antropomórficos, harmonias e equilíbrios dos esqueletos ou das formas naturais, articulações-rótulas, tendões-cabos); assume muitos riscos na busca de um estilo próprio que se baseia na natureza. Em sua curta trajetória, já tem obras suficientemente importantes para ser reconhecido. Dotado de um grande talento para o desenho, também se ocupou de pesquisas paralelas à sua arquitetura, tanto no campo do desenho de objetos como no da escultura.

## Projetos
Seus projetos mais recentes são o de um arranha-céu em Nova Iorque composto por 12 casarões na forma de cubos, uma ponte estaiada metroviária da Linha 4 do Metrô Rio na Barra da Tijuca, Rio de Janeiro e o Museu do Amanhã, obra projetada no Rio de Janeiro, Brasil, de concepção totalmente ecológica com uso de energia solar, com vistas à revitalização e modernização urbana da área do Porto do Rio de Janeiro.

### Projetos famosos
Alguns de seus projetos mais famosos incluem:
- Cidade das Artes e das Ciências - Valência, Espanha, 1998: 
  - Hemisfèric;
  - Museu das Ciências Príncipe Felipe;
  - L'Umbracle;
  - Palácio das Artes Rainha Sofia;
  - Ágora;
  - Ponte de l'Assut de l'Or.
- Auditório de Tenerife - Santa Cruz de Tenerife, Espanha, 1997 a 2003;
- Stadelhofen Railway Station, Zurique, Suíça, 1983 a 1984;
- Museu do Amanhã, Rio de Janeiro, Brasil, 2015;[6]
- Museu de Arte de Milwaukee, Milwaukee, Wisconsin, Estados Unidos, 2001;
- Complexo Olímpico de Atenas, Atenas, Grécia, 2004;
- Gare do Oriente, em Lisboa, Portugal, 1998;
- Ponte Estaiada Metroviária, no Rio de Janeiro, Brasil, 2016;[7]
- Turning Torso, em Malmö, Suécia, 2005;
- Puente del Alamillo e Puente de La Cartuja, em Sevilha, Espanha, 1987 a 1992;
- Ponta da Constituição, em Veneza, Itália, 2008;
- Puente de la Mujer, em Buenos Aires, Argentina, 2001;[8]
- The Oculus, em Nova Iorque, Estados Unidos, 2016.[9]

## Críticas
Em 2013, Calatrava foi alvo de críticas, principalmente na Espanha, por conta de falhas de projeto em obras como do Palácio das Artes Rainha Sofia, que integra o complexo arquitetônico da Cidade das Artes e das Ciências, cujo orçamento atingiu o triplo do previsto.
Em janeiro de 2014, foi necessário iniciar a remoção da cobertura do Palácio das Artes, depois que pedaços do revestimento de azulejos começaram a se desprender no final de dezembro de 2013, causando a interdição do prédio. O custo da substituição provisória do revestimento por placas de alumínio foi orçado em R$ 9,7 milhões.

## Galeria

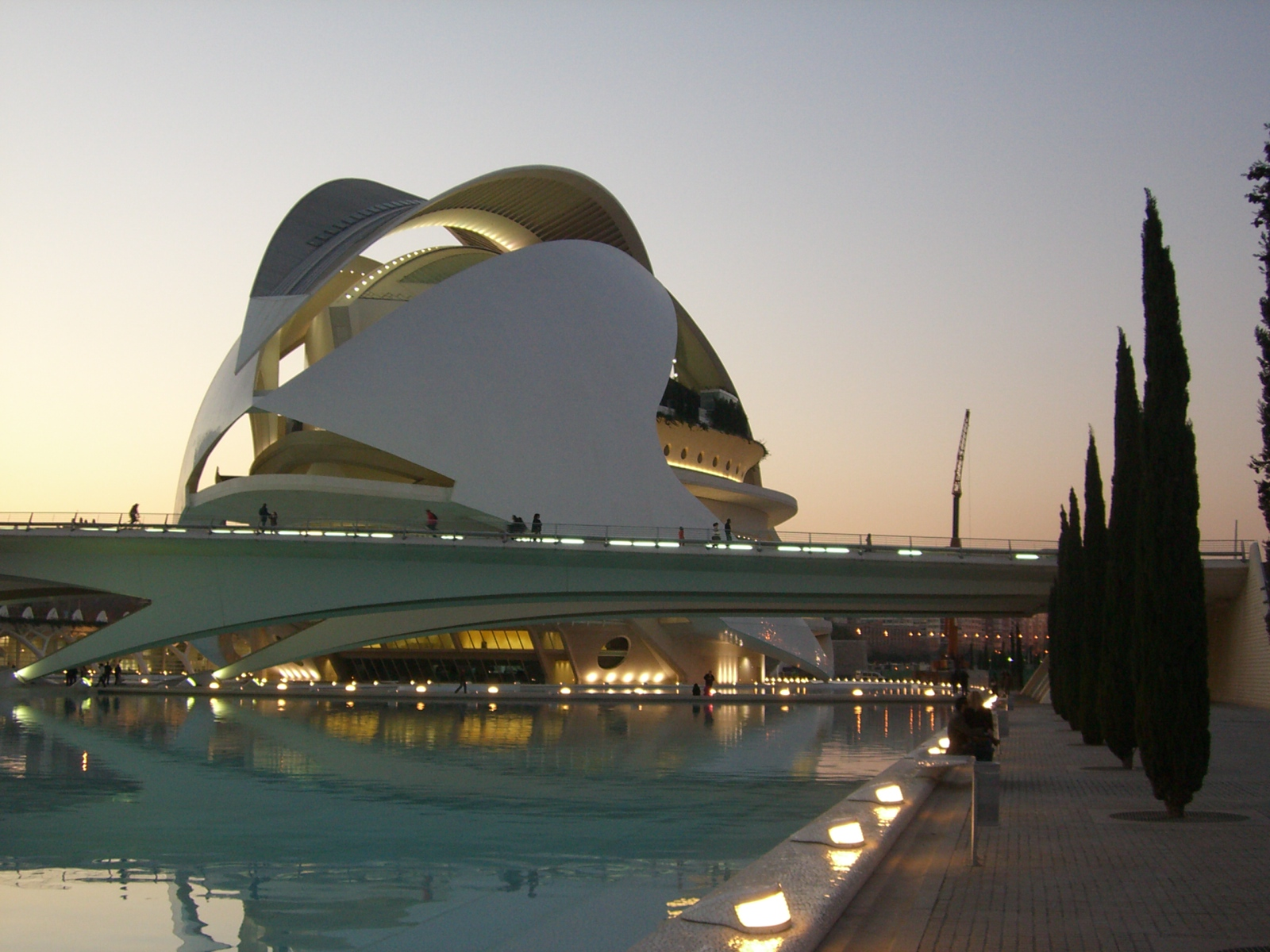
Cidade das Artes e das Ciências
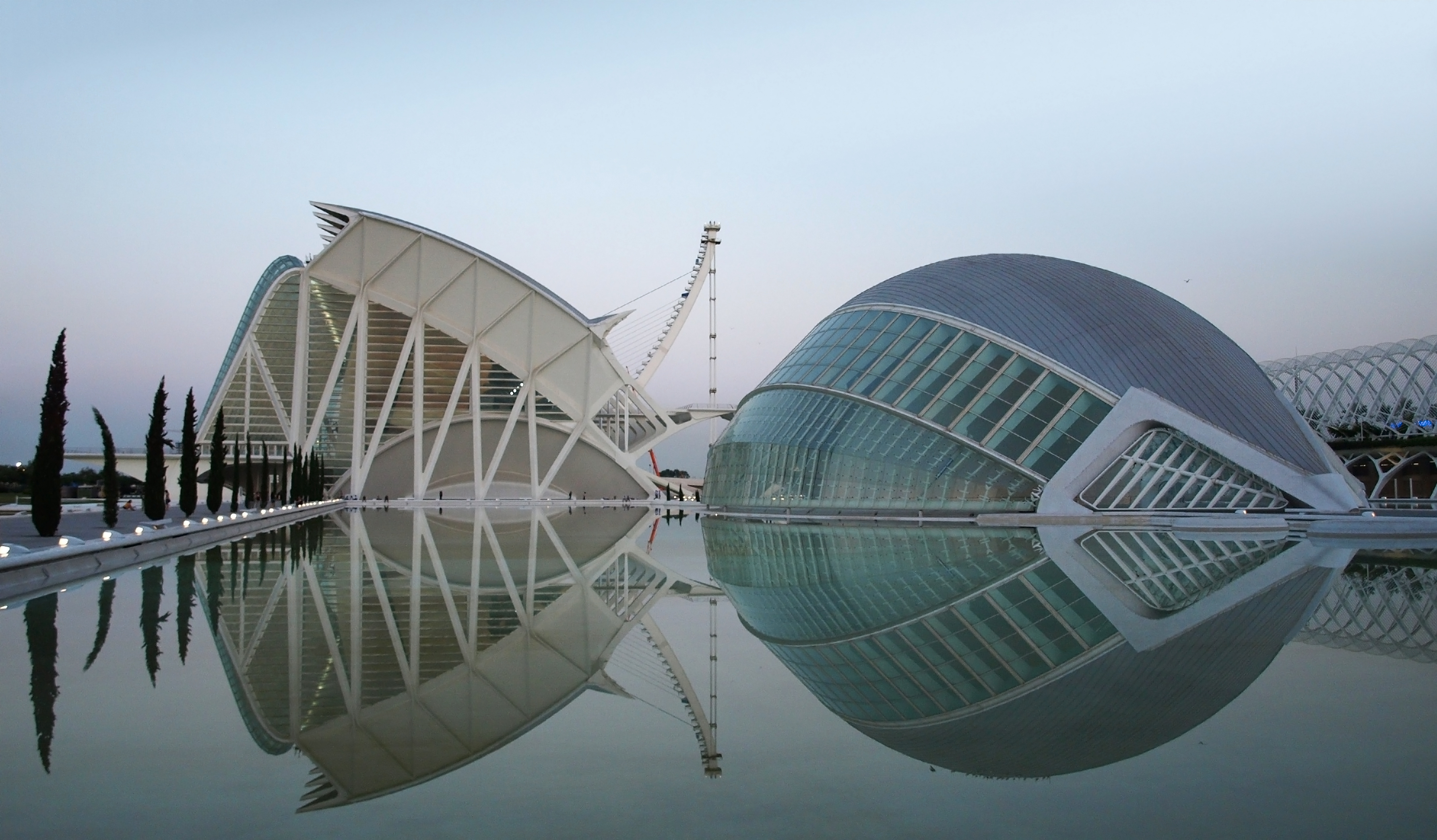
Cidade das Artes e das Ciências
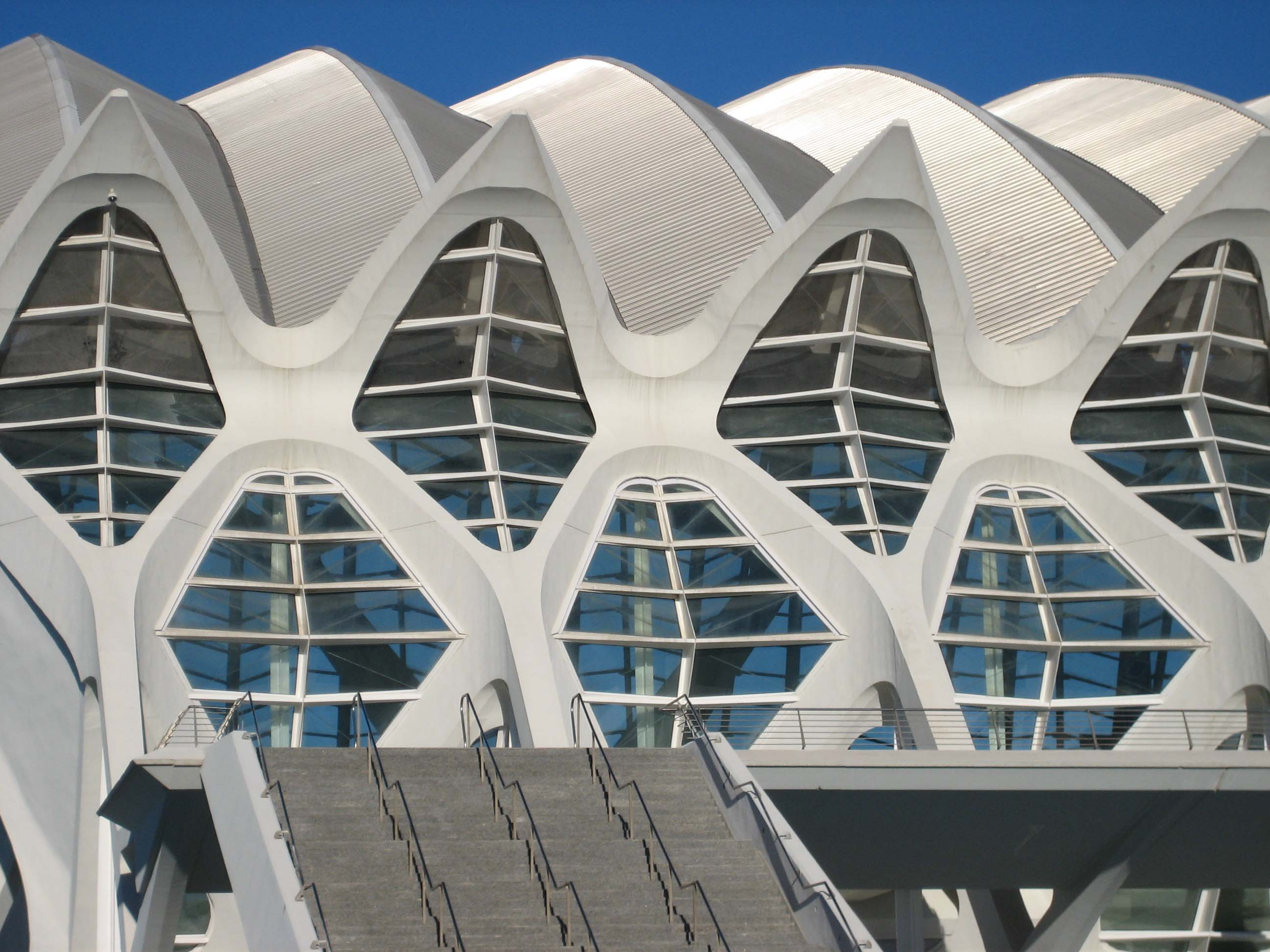
Cidade das Artes e das Ciências
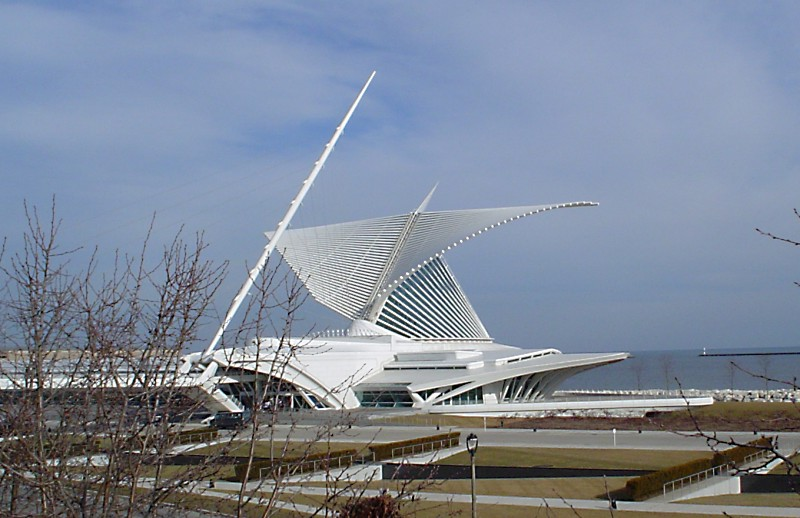
Museu de Arte de Milwaukee
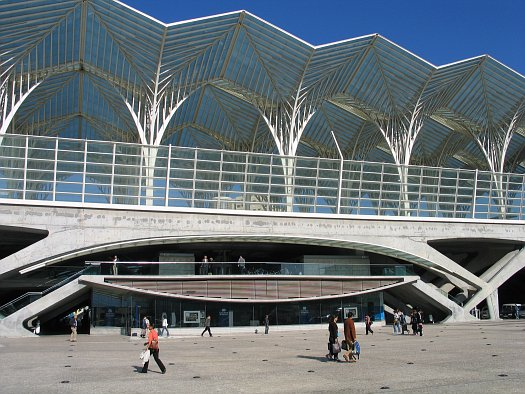
Estação do Oriente, em Lisboa
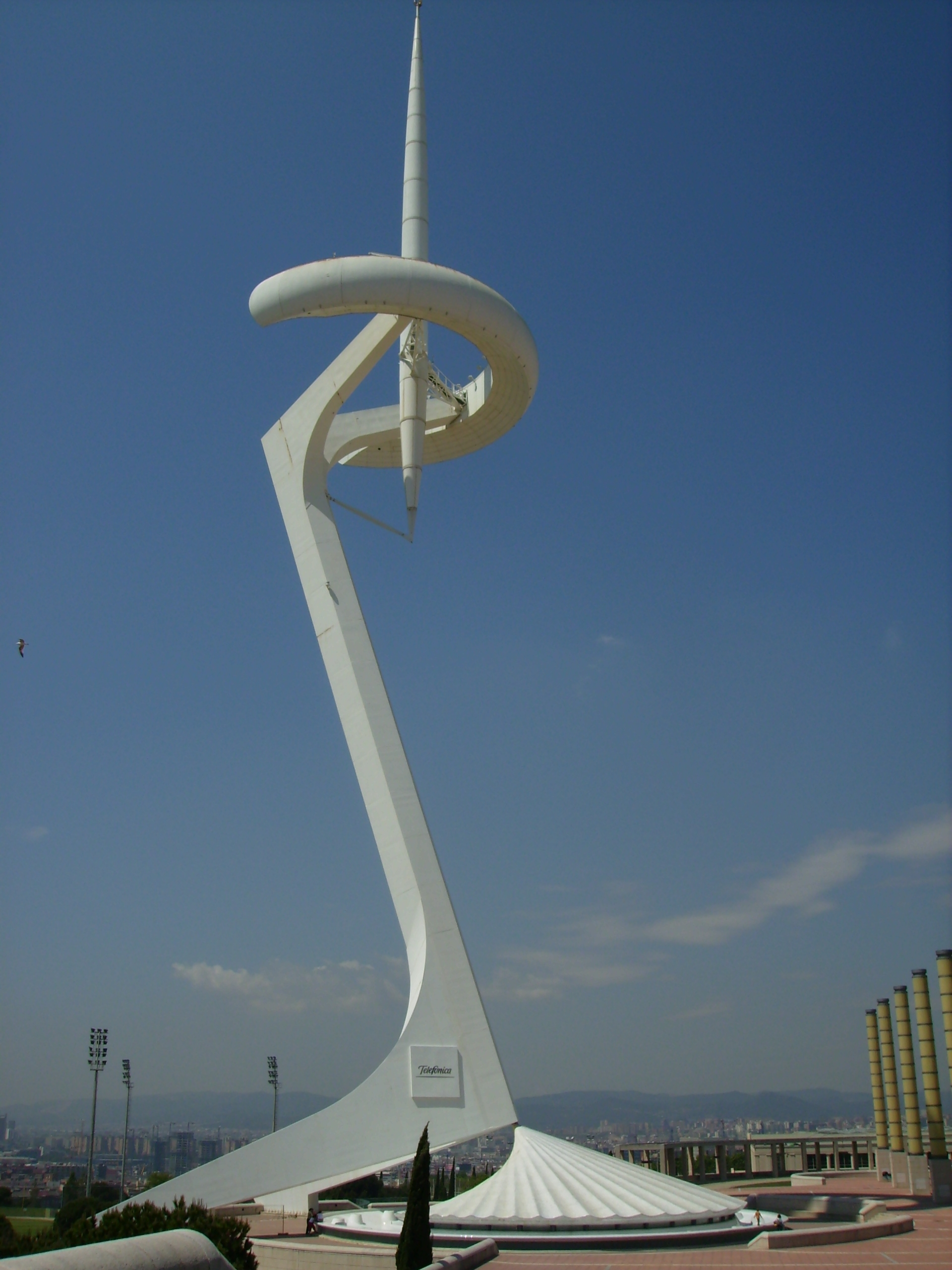
Torre de Montjuïc, em Barcelona
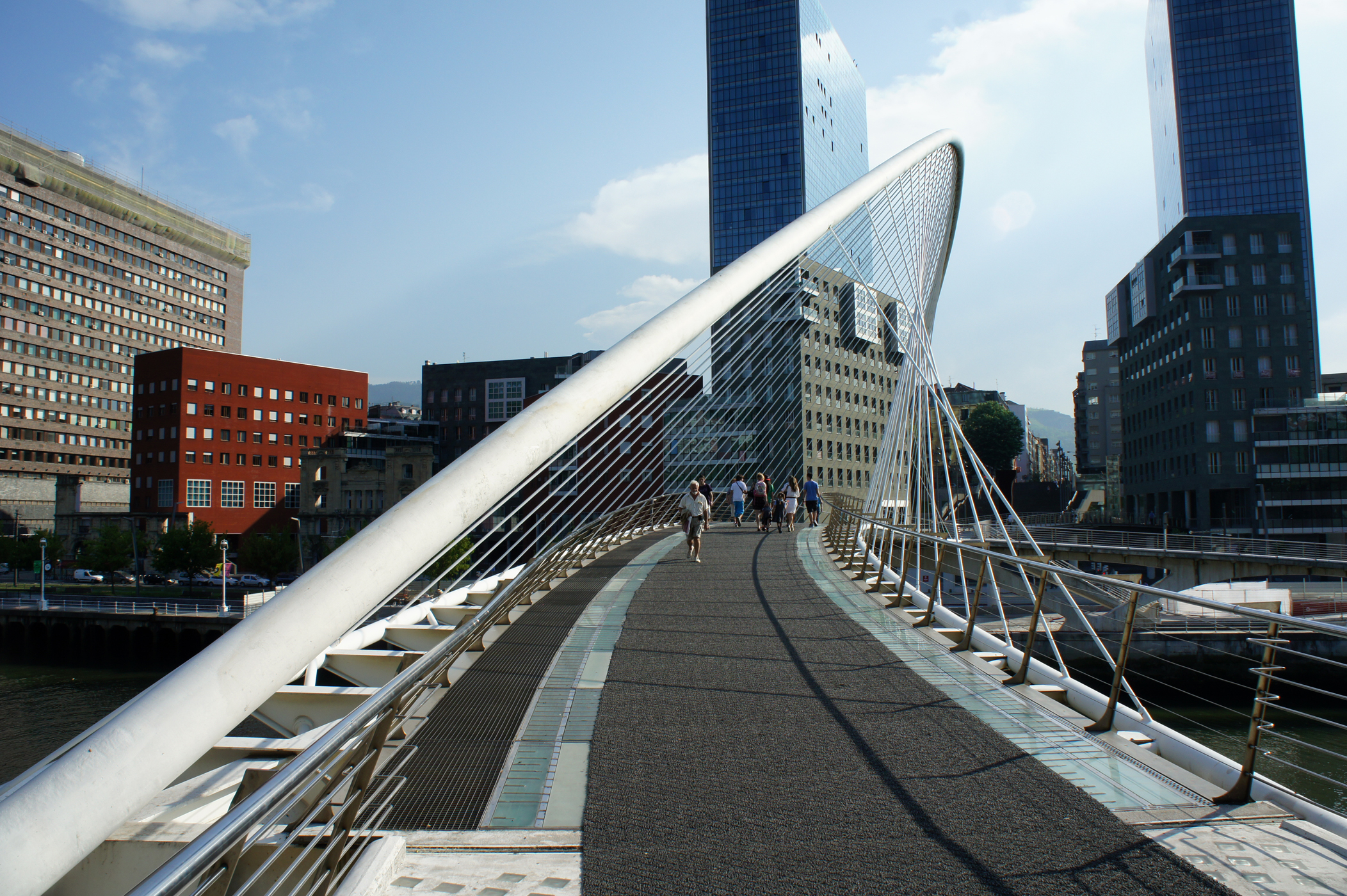
Ponte Zubizuri, em Bilbau
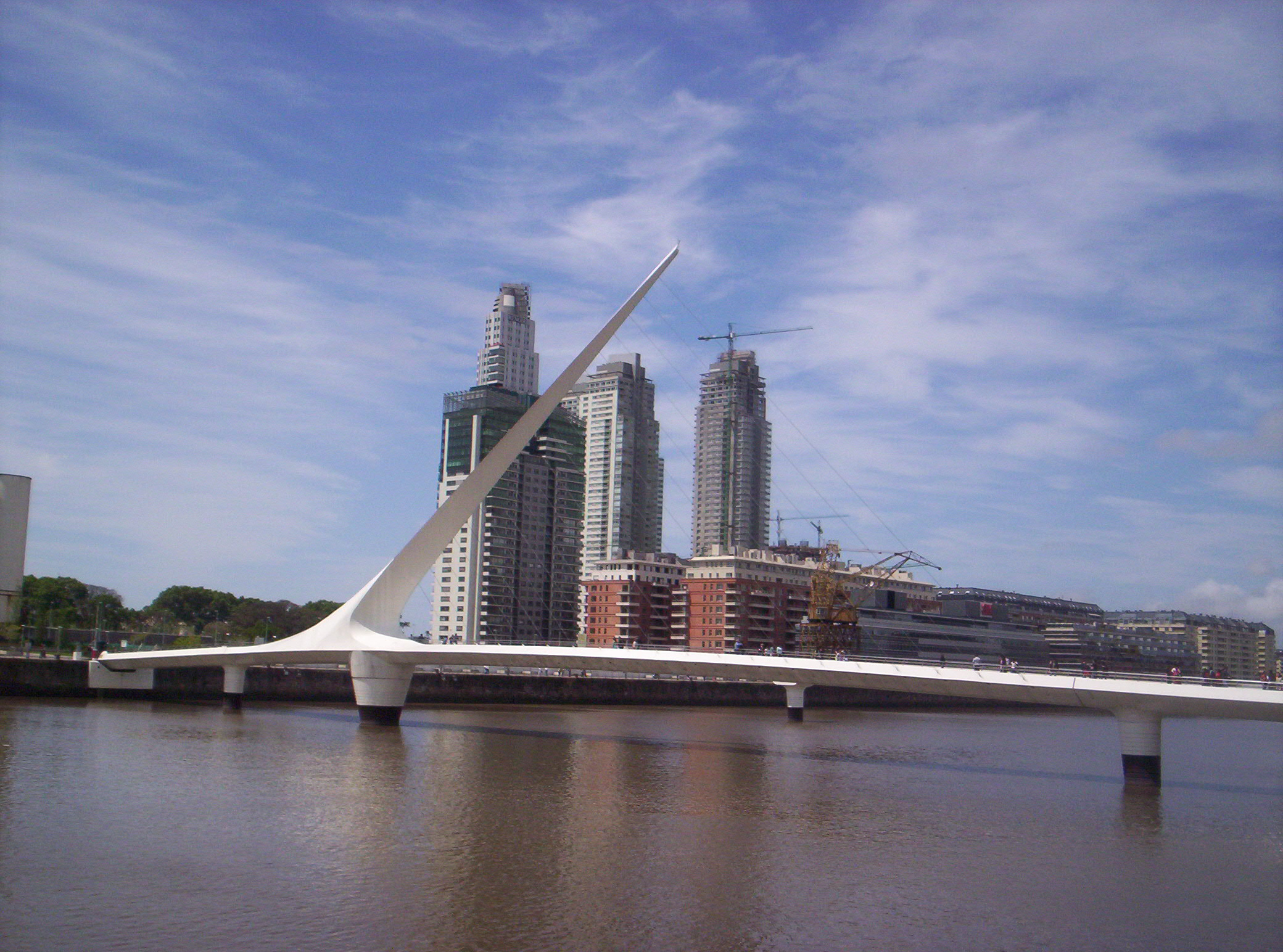
Puente de la Mujer, em Buenos Aires